# Władysław Liwak
Władysław Liwak (* 24. Februar 1942 in Branew; †  11. September 2017 in Górno) war ein polnischer Rechtsanwalt und Politiker (Unia Demokratyczna). Er gehörte in der X.  Wahlperiode der Volksrepublik und der I. Wahlperiode der Dritten Republik dem Sejm an.

## Leben und Beruf
1964 schloss er sein Studium an der Juristischen Fakultät der Jagiellonen-Universität ab. Von 1973 bis 1996 arbeitete er mit einer Unterbrechung der Amtszeit im Sejm als Rechtsberater der Stahlwerke Stalowa Wola. 1996 eröffnete er eine Anwaltskanzlei in Stalowa Wola.
Begraben ist er auf dem Gemeinschaftsfriedhof in Stalowa Wola (Viertel XLVIII / C / 9).

## Politik
In den Jahren 1965 bis 1980 gehörte er der Polnischen Vereinigten Arbeiterpartei an, anschließend trat er der Solidarność bei. Nach der Verhängung des Kriegsrechts befasste er sich mit der Organisation der Unterstützung für die Unterdrückten, in den 1980er Jahren wurde er wiederholt inhaftiert und verhört. 1989 nahm er als Vertreter der Opposition am Runden Tisch teil.
Von 1989 bis 1993 gehörte er dem Sejm an. Bei den Wahlen zum Vertragssejm wurde er für das Komitet Obywatelski „Solidarność“ im Wahlkreis Stalowa Wola und 1991 für die UD im Wahlkreis Rzeszów und Tarnobrzeg gewählt. Von 1990 bis 1991 war er zudem Woiwode von Tarnobrzeg. 1996 zog er sich aus der politischen Tätigkeit zurück.

## Auszeichnungen und Ehrungen
- 1993 Goldenes Verdienstkreuz
- 2008 Ritterkreuz des Ordens Polonia Restituta[4]